# Ingrid Therwath
Ingrid Therwath (née en 1978) est une journaliste française, spécialiste de l'Inde.

## Biographie
Ingrid Therwath est diplômée de l'Institut d'études politiques de Paris. Elle est titulaire d'un doctorat en sciences politiques grâce à une thèse intitulée L'État face à la diaspora : stratégies et trajectoires indiennes, soutenue en 2007.
De 2009 à 2012, elle est à la tête de l’axe Relations internationales au Centre de sciences humaines de New Delhi.
Depuis 2003, elle est journaliste responsable de l’Asie du Sud au sein de la rédaction de Courrier International et responsable éditoriale de Courrier Expat,. 
Elle est également chroniqueuse régulière sur France 24 et elle enseigne le journalisme à Sciences Po Paris.
Elle est membre de Prenons la Une et co-présidente de l'Association des journalistes LGBT et engagée pour les droits des femmes et des minorités sexuelles.

## Publications
- L'État face à la diaspora : stratégies et trajectoires indiennes, thèse de doctorat, 2003[10].
- Internet en Asie (Chine, Corée du Sud, Japon, Inde), coécrit avec Karyn Poupée, Séverine Arsène, Alexandra Soulier, Jean-Marie Bouissou, Arles, Éditions Picquier, 2013.
- Être jeune en Asie (Chine, Inde, Japon), coécrit avec Jean-Charles Lagrée, Karyn Poupée, Arles, Éditions Picquier, 2015[11].